# La Poésie des griots
La Poésie des griots est un livre de l'écrivain burkinabè Titinga Frédéric Pacéré. Paru en 1982 aux éditions Silex, l'ouvrage reçoit le Grand prix Afrique en 1983.